# De Pretroulette
De Pretroulette is een Vlaams spelprogramma, uitgezonden op Ketnet en geproduceerd door de VRT.
In De Pretroulette krijgen kinderen uit het publiek de kans prijzen te winnen aan de hand van proeven. Ook wordt in elke aflevering een droom waargemaakt.
De presentatie is in handen van Kobe Van Herwegen; hij krijgt elke aflevering assistentie van een zogenoemde Ketnet-wrapper. In de tweede reeks werd Van Herwegen geassisteerd door Didjee, vertolkt door Max la Menace.

## Spellen
In het programma worden de volgende spelletjes gespeeld.

### Trampolinespel
Hierbij moet een kind zo veel mogelijk bollen plukken die in de lucht hangen. Alleen door op de trampoline te springen, kan het kind hem makkelijk vangen. Als het kind alle ballen gevangen heeft, krijgt het hele publiek een zakje snoep.

### Kokers vangen
Hierbij moet een kind zo veel mogelijk kokers vangen die uit een bar voor hem worden afgeschoten. Daarna moet worden gekozen uit een gele, een rode of een oranje enveloppe. In een van de drie zit de 'vervelende pretprijs'. In reeks 2 is dit anders. Dan trekt Didjee aan een touwtje met het nummer van het aantal kokers dat de speler heeft gevangen. Aan een van de touwen hangt de pretprijs. Als een kind zeven kokers vangt, mag hij een slagroomtaart in Van Herwegens gezicht gooien.

### Bal van de dag
Hierbij moet een kind vanop de roulette ronddraaien in een grote plastic bal. Als hij alle kegels (ook kinderen vanop de roulette) raakt, heeft hij een 'strike' en wint hij (sinds de tweede reeks) kaartjes voor de Pretroulette-party.

### Het pretparcours
Hierbij moet een kind door een doolhof kruipen en er op tijd uit zien te geraken. Dit spel werd pas in de tweede reeks gespeeld.

### Het grijpkraanspel
Hierbij wordt een kind vastgemaakt aan touwen. Vervolgens moet hij uit een kraam eenden proberen te pakken en die door een ring doorgeven aan de presentator. Als hij vijf eenden kan pakken, mag hij aan het einde van het programma een slagroomtaart in Van Herwegens gezicht gooien. Net als bij het kokers vangen trekt Didjee aan het touwtje van het aantal eenden dat de kandidaat heeft gevangen, en aan dat touwtje hangt een prijs. Aan één touwtje hangt de 'vervelende pretprijs'.

## Pretman
Pretman is een superheld die problemen van kijkers oplost op een nogal vreemde wijze. Hij noemt zijn ideeën zelf juist-dat-ietsje-meer-Pretman-oplossingen. De reportage van Pretman wordt uitgezonden na het bollenpluk/pretparcoursspel. Pretman wordt vertolkt door Kevin Bellemans.